# Linia Gotów

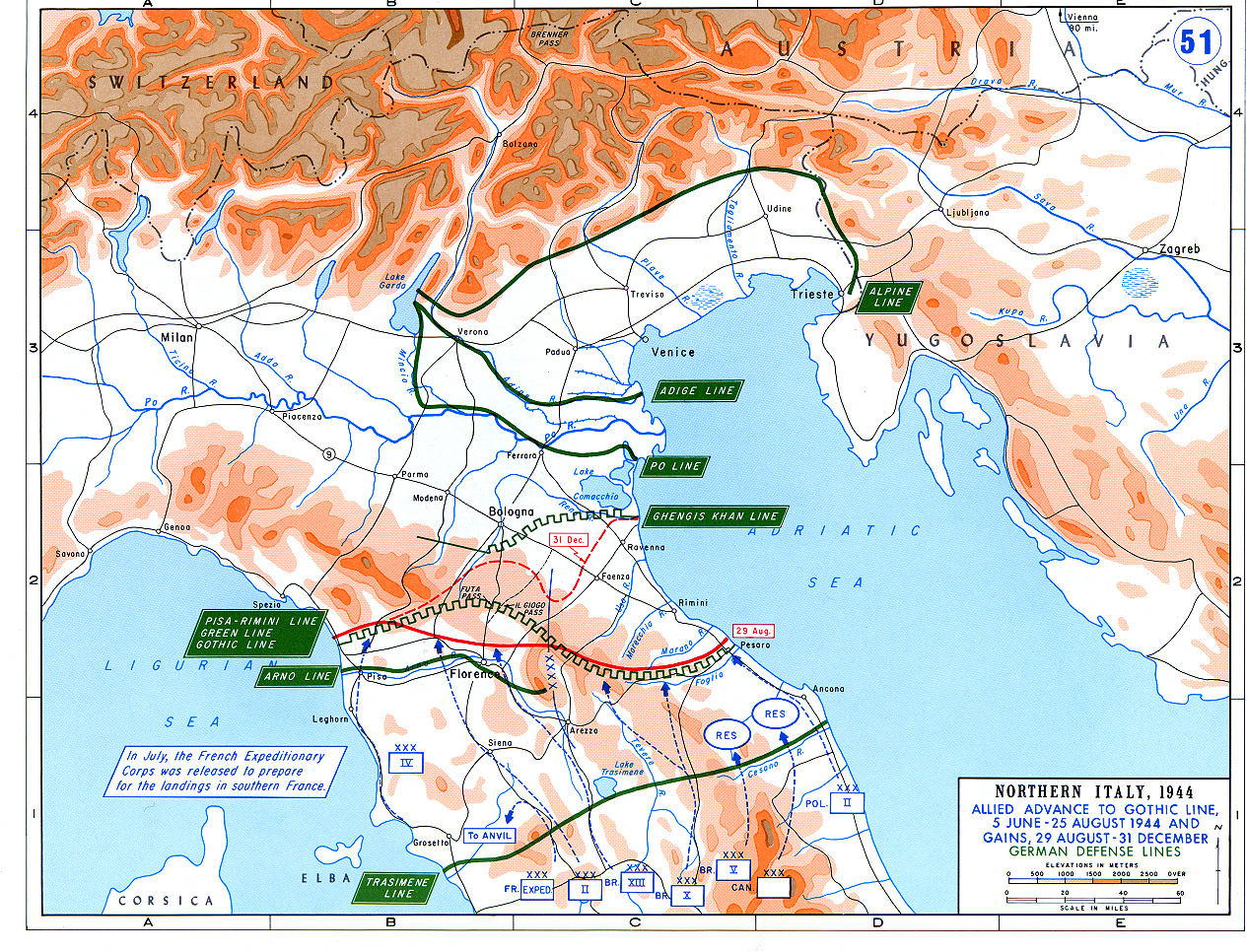
System umocnień niemieckich w północnych Włoszech w 1944

Linia Gotów (niem. Goten-Stellung, wł. Linea Gotica) – system umocnień zbudowany przez Niemców  we Włoszech w czasie II wojny światowej (w latach 1943–1944), który osłaniał dolinę Padu. Linia Gotów przecinała równoleżnikowo Półwysep Apeniński. Biegła od Pesaro nad Morzem Adriatyckim do Massy nad Morzem Liguryjskim wzdłuż rzeki Foglia oraz grzbietem Apeninu Toskańskiego. Na długości 320 km i głębokości 30 km rozlokowano bunkry dla artylerii i karabinów maszynowych, pola minowe, zasieki z drutu kolczastego. 
W 1944 stanowiła obiekt walk między Niemcami a wojskami aliantów, w których brał udział 2 Korpus Polski. W tym samym roku Albert Kesselring zmienił nazwę umocnień na Zieloną linię.